# Anisia umbrina
Anisia umbrina är en tvåvingeart som beskrevs av Wulp 1890. Anisia umbrina ingår i släktet Anisia och familjen parasitflugor. Inga underarter finns listade i Catalogue of Life.